# Rhagodes melanochaetus
Espèce
Synonymes
- Rhagodes melanus melanochaetus Heymons, 1902
- Rhagodessa transcaspica Roewer, 1933
- Rhagodes grimmi Birula, 1938
- Rhagodes grimmi septentrionalis Birula, 1938

Rhagodes melanochaetus est une espèce de solifuges de la famille des Rhagodidae.

## Distribution
Cette espèce se rencontre au Turkménistan, en Kazakhstan, en Afghanistan et au Iran.

## Description
Le mâle décrit par Roewer en 1933 mesure 36 mm.

## Publication originale
- Heymons, 1902 : Biologische Beobachtungen an asiatischen Solifugen, nebst Beiträgen zur Systematik derselben. Abhandlungen der Königlich Preussischen Akademie der Wissenschaftern , vol. 1901, p. 1–65 (texte intégral).